# Leea congesta
Leea congesta är en vinväxtart som beskrevs av Adolph Daniel Edward Elmer. Leea congesta ingår i släktet Leea och familjen vinväxter. Inga underarter finns listade i Catalogue of Life.